# Acanthogorgia tenera
Acanthogorgia tenera is een zachte koraalsoort uit de familie Acanthogorgiidae. De koraalsoort komt uit het geslacht Acanthogorgia. Acanthogorgia tenera werd in 1909 voor het eerst wetenschappelijk beschreven door Thomson & Russell. 